# Jens-Christoph Brockmann
Jens-Christoph Brockmann (* 28. März 1987 in Celle) ist ein deutscher Politiker (AfD). Er ist seit 2022 Mitglied des Niedersächsischen Landtags und seit 2024 Parlamentarischer Geschäftsführer der AfD-Landtagsfraktion.

## Leben
Nach seinem Schulabschluss 2007 leistete Brockmann Wehrdienst bei der Deutschen Marine. Danach arbeitete er bis seinem Einzug in den Landtag 2022 als Büroleiter für den Bundestagsabgeordneten Thomas Ehrhorn.
Brockmann ist evangelisch-lutherisch und ledig.

## Politik
Brockmann ist seit 2013 Mitglied der AfD. Er ist seit 2016 Mitglied des Kreistags des Landkreises Celle und seit 2021 Mitglied des Gemeinderats von Südheide. Seit 2022 ist er Vorsitzender des AfD-Kreisverbandes Celle.
Bei der niedersächsischen Landtagswahl 2017 trat Brockmann als Direktkandidat im Wahlkreis Bergen an. Er erreichte ein Ergebnis von 7,0 % der Erststimmen. Bei der niedersächsischen Landtagswahl 2022 trat er wieder im gleichen Landtagswahlkreis an. Außerdem belegte er Platz 3 der Landesliste der AfD Niedersachsen. Brockmann erreichte in seinem Wahlkreis ein Erststimmenergebnis von 13,7 % und verpasste so den direkten Einzug in den Landtag. Er zog jedoch über die Landesliste in den niedersächsischen Landtag ein. Anschließend wurde er zum stellvertretenden Vorsitzenden der AfD-Landtagsfraktion gewählt. Im Februar 2024 wurde er zum Parlamentarischen Geschäftsführer der AfD-Fraktion gewählt.